# Erste Kirche Christi, Wissenschafter (Basel)

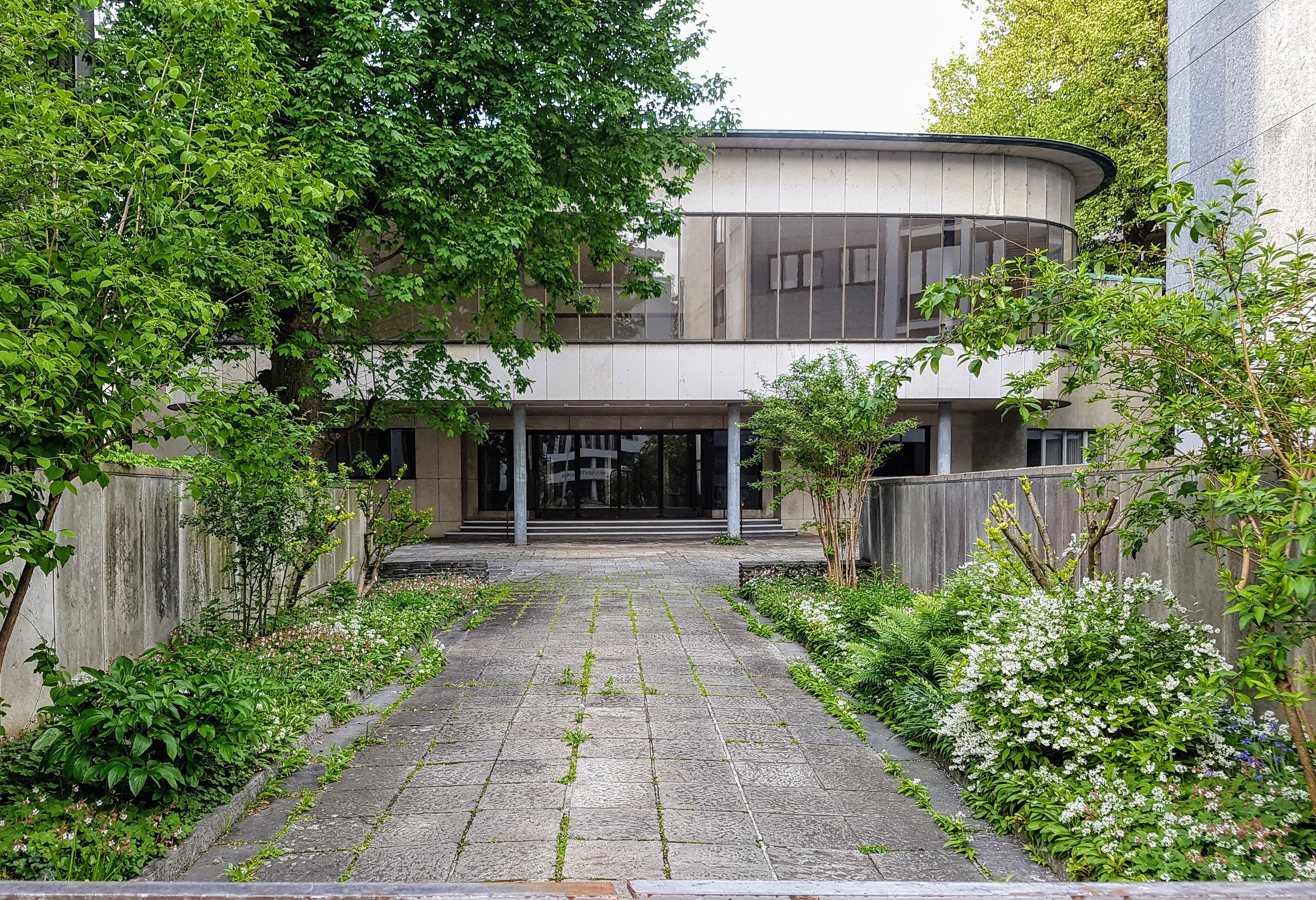
Frontansicht mit Eingangsbereich

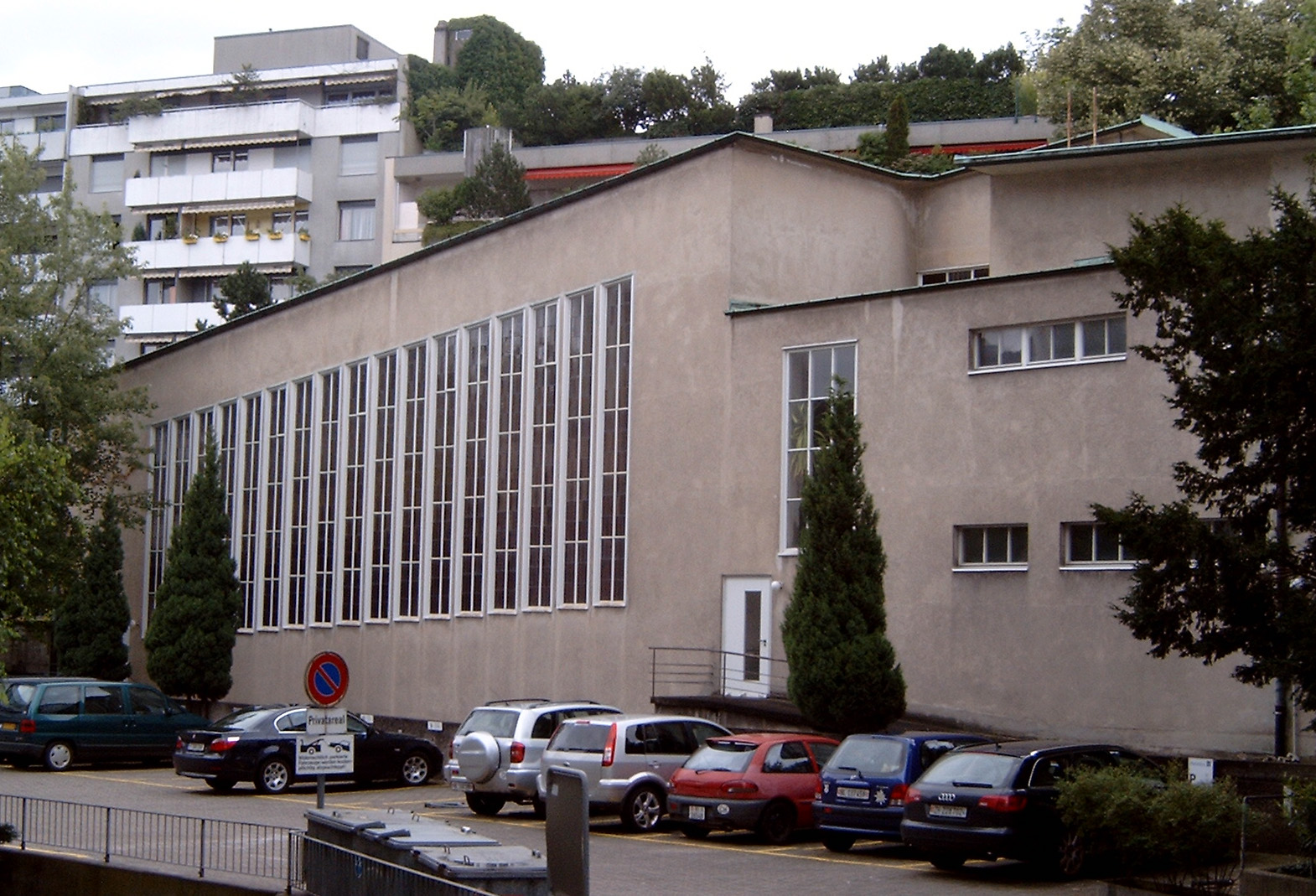
Seitenansicht vor der Restaurierung

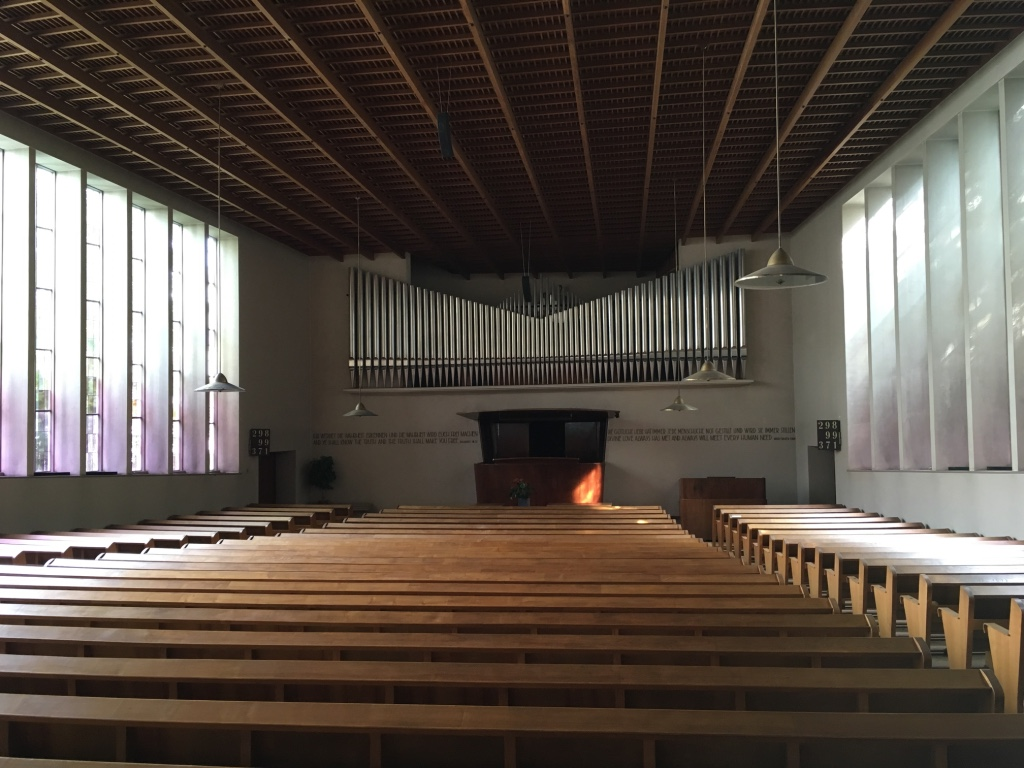
Innenraum, Blick zur Kanzel und Orgelempore, vor der Restaurierung

Das Bauwerk der Ersten Kirche Christi, Wissenschafter am Picassoplatz in Basel ist ein 1936 eingeweihtes Kultusgebäude der Religionsgemeinschaft Christliche Wissenschaft, die seit 2018 andere Räumlichkeiten nutzt (St. Jakob-Turm). Mit dem Bau wurde der Architekt Otto Rudolf Salvisberg betraut. Das Gebäude gilt als exemplarisch für die Moderne des 20. Jahrhunderts in der Schweiz und ist im Denkmalverzeichnis aufgeführt. Es wird seit 2016 nicht mehr von der Christlichen Wissenschaft genutzt, befindet sich im Besitz des Kantons Basel-Stadt und wurde durch Beer Merz Architekten BSA als Probesaal und Geschäftsstelle des Sinfonieorchesters Basel umgebaut.

## Architektur und Ausstattung
Der Bau befindet sich im Innern eines Häusergevierts. Dem trapezförmigen Saal, dessen Seitenwände zum Lesepult hin konvergieren, ist eine grosszügige Eingangshalle mit Nebenräumen vorgelagert. Die Materialisierung des Saals ist mit einer filigranen Holzdecke und verputzten Wänden nüchtern gehalten. Die Seitenwände werden von einer Reihe schmaler hoher Fenster gegliedert. Der Kirchenraum war vom Lesepult gesehen zur Eingangshalle ansteigend, heute ist er flach und die Kirchenbänke sind entfernt.
Über der Kanzel befindet sich die Orgelempore, auf der gegenüberliegenden Seite eine Empore, auf welcher weitere Gemeindeglieder Platz nehmen konnten. Insgesamt verfügte der Kirchenraum über 800 Plätze. Oberhalb der Eingangshalle befindet sich ein Saal mit Glasfront, der ehemals die Sonntagsschule aufnahm.

## Orgel

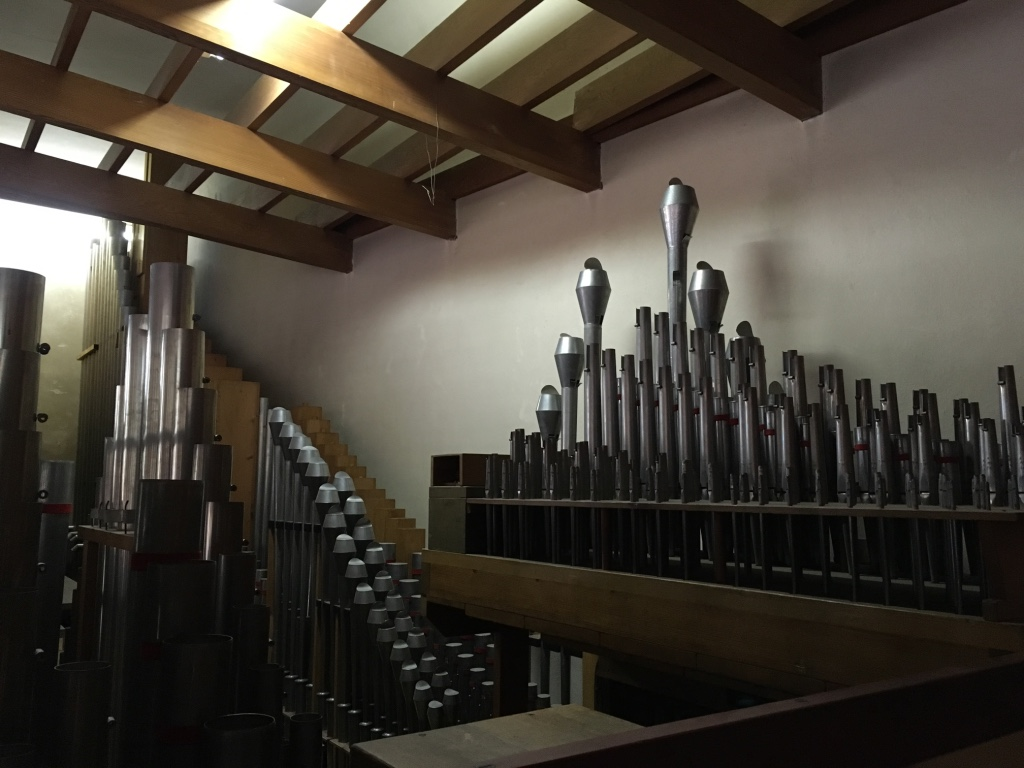
Detail im Orgelgehäuse

Die Orgelbaufirma Kuhn aus Männedorf baute 1936 eine Orgel mit drei Manualen und Pedal mit insgesamt 26 Registern ein; das Werk trägt die Opusnummer 780. Die Spiel- und Registertraktur ist elektrisch. Das Pfeifenwerk ist auf einer Empore oberhalb des Lesepultes aufgestellt und steht auf Taschenladen, der Spieltisch befindet sich im Kirchenraum in einer Vertiefung rechts neben dem Lesepult.
Die Disposition lautet wie folgt:
| I Manual C–      |     |
| Lieblich Gedeckt | 16′ |
| Rohrflöte        | 8′  |
| Flautino         | 8′  |
| Salicional       | 8′  |
| Vox angelica     | 8′  |
| Suavial          | 4′  |
| Nachthorn        | 4′  |
| Plein Jeu V–VI   |     |
| Trompete         | 8′  |
| Schalmei         | 4′  |
| Tremolo          |     |

| II Manual C–   |       |
| Gedackt        | 8′    |
| Gemshorn       | 4′    |
| Blockflöte     | 4′    |
| Quinte         | 2 ⁄3′ |
| Sesquialter II |       |
| Waldflöte      | 2′    |
| Terzflöte      | 1 ⁄3′ |
| Englisch Horn  | 8′    |

| III Manual C– |       |
| Principal     | 8′    |
| Hohlflöte     | 8′    |
| Gemshorn      | 8′    |
| Octav         | 4′    |
| Octav         | 2′    |
| Mixtur        | 2 ⁄3′ |

| Pedal C–      |     |
| Principalbass | 16′ |
| Subbass       | 16′ |
| Echobass      | 16′ |
| Flötbass      | 8′  |
| Gedacktbass   | 8′  |
| Choralbass    | 4′  |
| Fagott        | 16′ |

- Koppeln: II/I, III/I, III/II, I/P, II/P, III/P
- Transmissionen: Schalmei 4′ aus III, Trompete 8′ aus III, Englisch Horn 8′ aus II, Fagott 16′ aus P

## Neue Nutzung seit 2018
Ähnlich wie bereits für die Kultusgebäude in Zürich und Bern, die zu einem Probenraum für die Philharmonia Zürich bzw. zum «Yehudi Menuhin Forum Bern» umgebaut wurden, strebte die Basler Gemeinde der Christlichen Wissenschaft an, das Gebäude einer kulturellen Nutzung zuzuführen und für die kleiner gewordene Gemeinde andere Räumlichkeiten zu nutzen. Am 1. September 2016 wurde die Liegenschaft durch den Kanton Basel-Stadt für 5,86 Millionen Franken mit dem Ziel erworben, im Kirchenraum für das Sinfonieorchester Basel einen Proberaum zu schaffen und im oberen Geschoss die Geschäftsstelle des Orchesters unterzubringen. Das Projekt zur Umnutzung wurde in enger Zusammenarbeit mit den denkmalpflegerischen Behörden entwickelt. Die Eröffnung erfolgte 2020. 2021 wurde der Sakralbau mit einer Lobenden Erwähnung des Architektur- und Ingenieurpreis erdbebensicheres Bauen gewürdigt.